# Anomastraea
Genre
Anomastraea est un genre de coraux durs de la famille des Coscinaraeidae.

## Liste d'espèces
Selon World Register of Marine Species (30 juin 2015), le genre Anomastraea comprend l'espèce suivante :
- Anomastraea irregularis von Marenzeller, 1901